# Simón Gabilán Tomé
Simón Gabilán Tomé (Toro, 15 de octubre de 1708–Salamanca, 15 de junio de 1781), pintor, escultor y arquitecto español.

## Biografía
Era hijo de Antonio Gavilán y Juana Tomé. Casó con Águeda de Sierra Cornejo, hija del escultor José de Sierra, con el que colaboró en varias obras a lo largo de su vida.
A los 19 años, con sus primos (sobrinos de su madre), Narciso, Diego y Andrés Tomé, Simón trabajó en el Transparente de la catedral de Toledo.
A partir de 1741 participa activamente con el escultor José de Sierra en los trabajos del retablo mayor de la catedral de León, proyectado por el primo de Simón, Narciso Tomé.
En 1750 se traslada a vivir a Salamanca, ya que le nombran arquitecto del Colegio de Oviedo. En ese mismo año hace el tabernáculo de la capilla mayor de la Catedral Nueva. En 1756, Simón se encarga de la reedificación de la iglesia parroquial de santa María de la Asunción, en Guarrate, Zamora. Entre los años 1761 y 1767 proyecta la capilla, bajo la advocación de san Jerónimo, del edificio de las Escuelas Mayores de la Universidad.
También intervino en la terminación, en esta misma ciudad, de la iglesia de los Capuchinos, en la que también se le atribuye el retablo mayor y ciertas esculturas, y en la de la iglesia de San Boal, principalmente como escultor.